# 萝沙丽亚·伦巴多
罗沙丽亚·伦巴多（1918年12月—1920年12月），是意大利西西里岛的一名女婴，致命性流感奪走即將過2岁生日的罗沙丽亚，因不幸感染1918年流感大流行而過世。當伦巴多夭折后，父親馬力歐基于对她的日夜思念，不捨女兒屍體因此埋葬故请西西里巴勒莫市的医生索拉菲娅设法长期保存伦巴多的尸体，以永駐她猶如天使般容貌。經索拉菲娅醫生聽完馬力歐對女兒思念之情而動容，幾經評估後亦答应了伦巴多的遗体保存要求，透過自己長年掌握的特殊防腐技术对尸体进行了防腐处理，被处理过的女孩尸体存放在西西里的一处地下墓穴内。截止2022年，伦巴多的尸体已历经102年，皮肤及面部表情酷似熟睡中的小女孩，被称为“最甜美的尸体”。

## 防腐技术
索拉菲娅医生当时给伦巴多施行的防腐技术并未对外公开，於1970年发现在其所撰写的一本回忆录中找到其中的一些技术奥秘。医生主要使用福尔马林並以甘油、飽和甲醛、硫酸鋅、水楊醇及氯等混合液取代女孩的血液杀死细菌，用酒精擦干尸体并涂抹甘油以防尸体过度干燥。

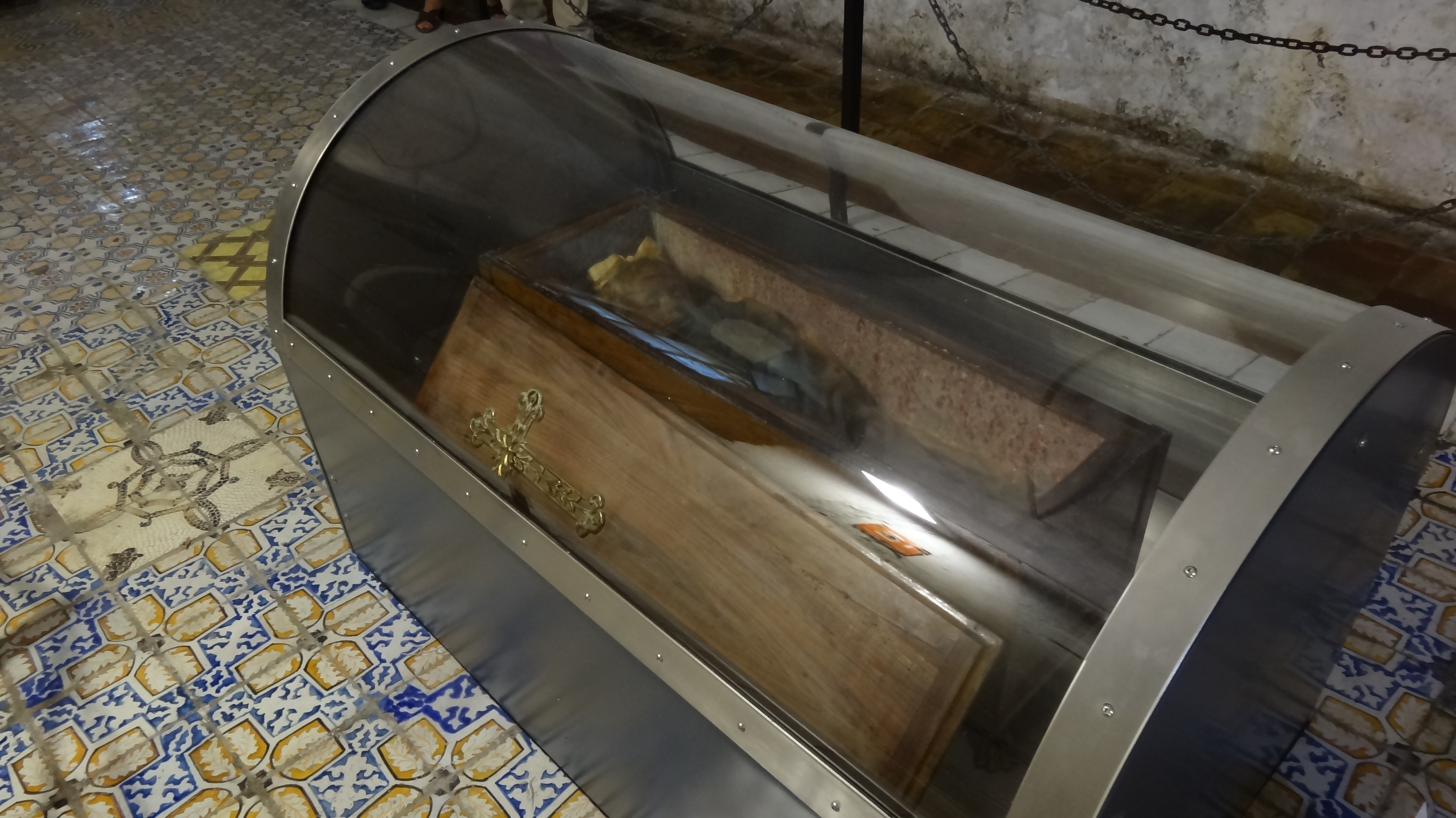
伦巴多的遺體保存至現在。

2009年，从国家地理杂志拍摄的照片来看，尸体已出现腐败现象，最明显的迹象是肤色的变化。为防止尸体进一步腐化，木乃伊及其棺椁被转移到注入氮气的玻璃罩中。

## 來源
1. ↑  National Geographic magazine, Feb 2009, p.124
2. ↑  National Geographic magazine, Feb 2009, p.150
3. ↑  .   [2016-07-17]. （原始内容存档于2016-03-03）.
4. ↑  . National Geographic Channel.   [2011-04-24]. （原始内容存档于2012-10-20）.
5. ↑  . MRU.INK | Strange & Mysterious. 2024-10-29  [2024-12-28] （美国英语）.